# Starokulczubajewo
Starokulczubajewo (ros. Старокульчубаево) – wieś (dieriewnia) w Rosji, w Baszkortostanie, w rejonie miszkińskim. W 2010 liczyła 400 mieszkańców.